# Gesellschaft für Neuropsychologie
Die Gesellschaft für Neuropsychologie (GNP) ist eine deutsche wissenschaftliche Fachgesellschaft, welche die fachlichen und berufspolitischen Interessen der auf dem Gebiet der Neuropsychologie tätigen, akademisch ausgebildeten Psychologen vertritt. Sie wurde 1986 gegründet.

## Organisation
Die GNP hat ihren Sitz in Fulda. Sie hat mit Stand 2023 über 1700 Mitglieder. Die Arbeitsfelder der Mitglieder liegen auf dem Gebiet der Forschung, in klinischen Arbeitsfeldern, in der pharmazeutischen Industrie und im forensischen Bereich.
Sie wird von einem sechsköpfigen Vorstand geleitet. Vier Personen sind in der Geschäftsstelle tätig. Von der GNP werden Klinische Neuropsychologen zertifiziert bzw. werden im Rahmen einer Qualitätssicherung Institutionen, Verbünde oder Kurse akkreditiert. Ein wissenschaftlicher Beirat (16 Personen) sorgt für eine enge Verbindung von Wissenschaft und Praxis auf diesem interdisziplinären Gebiet.
Innerhalb der GNP gibt es (Stand 2023) 16 Arbeitskreise (AK) und 15 Regionalgruppen, zum Beispiel:
- AK Ambulante Neuropsychologie
- AK Aufmerksamkeit und Gedächtnis
- AK Frührehabilitation
- AK Fahreignung

Die GNP veröffentlicht Leitlinien für die neuropsychologische Diagnostik und Therapie, führt regelmäßige Tagungen und Weiterbildungen durch und hat einen Förderpreis gestiftet. Die Zeitschrift für Neuropsychologie erscheint seit 1990 als Publikationsorgan der Gesellschaft.
Für Patienten gibt es ausführliche Erklärungen, was Neuropsychologie ist und was behandelt werden kann, Informationsmaterial und eine Behandlerliste.

## Fachgesellschaften in Österreich und in der Schweiz
Die GNP vertrat bei Gründung zunächst auch die Fachkollegen der Schweiz und Österreichs. Nachdem die Schweizer sich 1991 in der Schweizerischen Vereinigung der Neuropsychologinnen und Neuropsychologen (SVNP) als Gliedverband der Föderation der Schweizer Psychologinnen und Psychologen (FSP) zusammengeschlossen hatten, wurde 1999 auch eine Gesellschaft für Neuropsychologie Österreich (GNPÖ) gegründet.